# Denton ATD
Denton ATD ist ein Hersteller von Crashtest-Dummys aus den USA mit diversen Vertretungen in anderen Ländern. Diese Firma stellt unter anderem auch die am weitesten verbreiteten "Hybrid III" Dummy-Familie her. Die Firma gilt als Weltmarktführer im Produktbereich von Crashtest-Dummys.